# Vuze (logiciel)
Ne doit pas être confondu avec Vuze.
 (mars 2024).
Si vous disposez d'ouvrages ou d'articles de référence ou si vous connaissez des sites web de qualité traitant du thème abordé ici, merci de compléter l'article en donnant les références utiles à sa vérifiabilité et en les liant à la section « Notes et références ».
Vuze (autrefois Azureus puis Azureus Vuze) est un client BitTorrent libre écrit en Java. Il prend en charge les protocoles de communication anonymes, I2P et Tor ainsi que le protocole WebTorrent, et fonctionne sous Windows, macOS, Linux et Unix.

## Fonctionnalités
Vuze permet à l'utilisateur de télécharger plusieurs fichiers depuis une unique interface utilisateur graphique. Programmé en Java, il est naturellement multiplate-forme. Il propose également un système de plugins.

## Versions
Vuze propose différentes versions en téléchargement :
- Vuze Leap : version freemium contenant uniquement des fonctionnalités basiques et n'affichant pas de publicité ;
- Vuze : version freemium avec plus d'options mais affichant des publicités ;
- Vuze+ : version payante proposant plusieurs options.

## Forksde Vuze
BiglyBT est un fork de Vuze qui est complètement gratuit et dont toutes les publicités ont été enlevées, ainsi qu'avec un installeur débarrassé de tout malware.